# Laniipriva antobliqua
Laniipriva antobliqua là một loài bướm đêm trong họ Crambidae.